# Juegos del Pacífico Sur 1995
Los Juegos del Pacífico Sur 1995 fueron la décima edición del máximo evento multideportivo de Oceanía. Fueron disputados entre el 25 de agosto y el 5 de septiembre en Papeete, capital de la Polinesia Francesa, que participó por primera vez en los Juegos bajo el nombre de Tahití.
Corrió el peligro de no ser disputada por el boicot de varios países del continente, en especial de la Polinesia, por las pruebas nucleares que Francia llevaba a cabo en el atolón Mururoa, una de las islas que compone al territorio de ultramar francés de la Polinesia Francesa, organizadora del evento. Solo 12 países participaron, en contraste con los 16 que habían tomado parte en Puerto Moresby 1991.
Nueva Caledonia recuperó el primer puesto en el medallero, que en 1991 había ocupado Papúa Nueva Guinea, demostrando que era junto con Tahití la potencia deportiva del Pacífico.

## Participantes
| - Fiyi - Guam - Islas Cook - Islas Marianas del Norte - Islas Salomón - Isla Norfolk | - Nueva Caledonia - Papúa Nueva Guinea - Tahití - Tonga - Vanuatu - Wallis y Futuna |

## Deportes
Aunque el número total de deportes y la mayoría de éstos se desconocen, los siguientes sí aparecen en los registros:
| - Atletismo - Fútbol (Detalles) - Karate | - Natación - Taekwondo - Tenis de mesa |

## Medallero
| Núm. | País                     | Oro | Plata | Bronce | Total |
| ---- | ------------------------ | --- | ----- | ------ | ----- |
| 1    | Nueva Caledonia          | 82  | 57    | 43     | 182   |
| 2    | Tahití                   | 76  | 76    | 45     | 197   |
| 3    | Fiyi                     | 32  | 44    | 64     | 140   |
| 4    | Papúa Nueva Guinea       | 32  | 29    | 40     | 101   |
| 5    | Wallis y Futuna          | 8   | 3     | 8      | 19    |
| 6    | Guam                     | 7   | 10    | 24     | 41    |
| 7    | Tonga                    | 6   | 6     | 14     | 26    |
| 8    | Islas Cook               | 4   | 2     | 6      | 12    |
| 9    | Islas Salomón            | 3   | 8     | 13     | 24    |
| 10   | Vanuatu                  | 3   | 6     | 10     | 19    |
| 11   | Islas Marianas del Norte | 0   | 1     | 2      | 3     |
| 12   | Isla Norfolk             | 0   | 0     | 1      | 1     |